# László Barsi (lekkoatleta)
László Barsi, także László Tomašček (ur. 25 czerwca 1904 w Levicach, zm. 6 września 1975 w Budapeszcie) – węgierski lekkoatleta pochodzenia słowackiego specjalizujący się w biegach sprinterskich i średniodystansowych.
Pierwszy występ Węgra na arenie międzynarodowej miał miejsce podczas IX Letnich Igrzyskach Olimpijskich w 1928 roku w Amsterdamie. Wziął udział w trzech konkurencjach. Na dystansie 400 metrów Węgier biegł w dziesiątym biegu eliminacyjnym, w którym z czasem 55,6 sekundy zajął pierwsze miejsce. Z nieznanym czasem przeszedł także ćwierćfinały. W pierwszym półfinale zajął czwarte miejsce (49,2 sekundy) i odpadł z dalszej rywalizacji. W biegu 800 metrów Barsi biegł w siódmym biegu eliminacyjnym, w którym zajął drugie miejsce z czasem 1:59,0 i awansował do półfinału. W pierwszym półfinale zajął czwarte miejsce (czas - 1:56,2) i odpadł z dalszej rywalizacji. W obu przypadkach do awansu zabrakło Węgrowi 0,2 sekundy. W rywalizacji sztafet 4 × 400 metrów Barsi biegł na trzeciej zmianie. Ekipa węgierska odpadła w fazie eliminacyjnej, zajmując w swoim biegu trzecie miejsce, z czasem 3:23,2.
W 1934 roku, podczas I Mistrzostw Europy w Turynie, Barsi wziął udział w jednej konkurencji. Na dystansie 400 metrów zajął trzecie miejsce w swoim biegu eliminacyjnym i z czasem 49,3 sekundy odpadł z dalszej rywalizacji.

## Rekordy życiowe
- bieg na 400 metrów – 48,3 (1934)
- bieg na 800 metrów – 1:53,4 (1931)